# Christian Gratzei
Christian Gratzei (ur. 19 września 1981 w Leoben) – austriacki piłkarz. 
Sturm jest jego trzecim klubem w karierze. Poprzednio reprezentował barwy DSV Leoben i Grazer AK. W Sturmie przebywa od 2002 roku. W sezonie 2006/2007 zaliczył 15 występów, grając w sumie przez 1350 minut. Po odejściu Grzegorza Szamotulskiego, Gratzei stał się podstawowym bramkarzem Sturmu. W 2009 roku zadebiutował w reprezentacji Austrii.